# Antonov An-4
L'An-4 l'hydravion avec le châssis flottant de la conception KB d'Antonov, est faite sur la base du biplan An-2.

## Spécifications

### Principales caractéristiques
- Équipage: 2
- Capacité: 9 passagers
- Capacité de charge: 1000 kg
- Longueur: 12.74 m
- Altitude: 5.90 m
- Envergure: 18,17 m (en haut), 14,23 m (en bas)
- Zone de l'aile: 71,68 m
- Poids brut: 5250 kg
- Poids au décollage: 5500 kg
- Poids du carburant dans les réservoirs internes: 885 kg
- Unité de moteur: 1 Piston ASH-62 IP 1000 ch (735 Kw)
- Vis d'air: AV-2-02
- Diamètre de vis: 3.60 m

### Caractéristiques de l'aéronef
- Vitesse maximale: 230 km/h
- Vitesse de croisière: 178 km/h
- Portée: 1 800 km
- Longueur d'accélération: 190 m
- Longueur de kilométrage: 160 m